# Simon Rožman

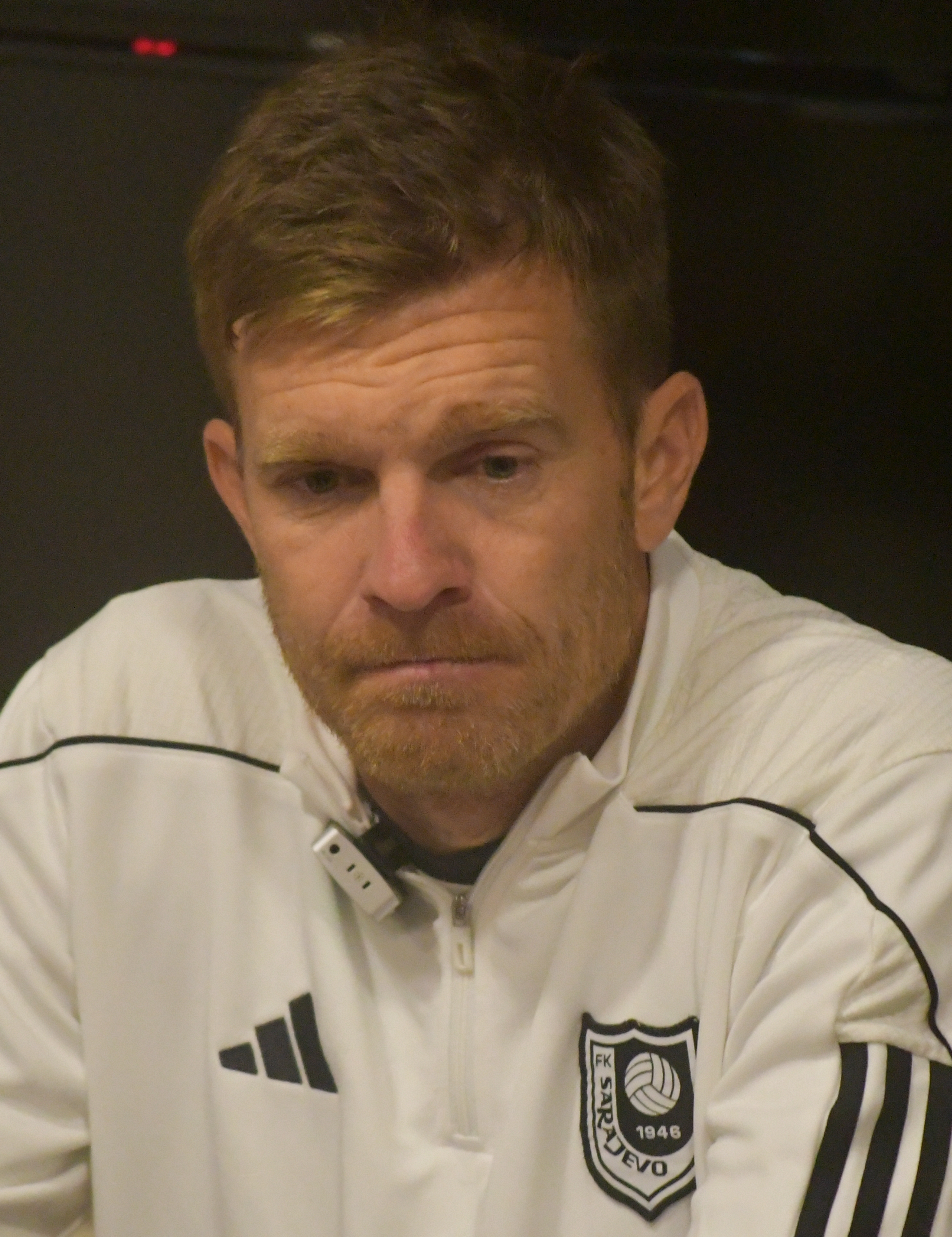
Simon Rožman (2023)

Simon Rožman (* 6. April 1983 in Celje) ist ein ehemaliger slowenischer Fußballspieler und jetziger -trainer.

## Sportlicher Werdegang
Rožman kommt aus der Jugend des NK Celje. 2000 rückte er als Nachwuchsspieler in der Profikader des Klubs auf, konnte sich jedoch nicht durchsetzen. 2002 wechselte er daher zum seinerzeitigen Drittligisten NK Mons Claudius, mit dem er am Ende der ersten Spielzeit beim Klub in den regionalen Amateurbereich abstieg. 2004 kehrte er in die Drittklassigkeit zurück, als er sich dem Aufsteiger NK Kovinar Štore anschloss. Dort spielte er noch mehrere Jahre.
Später kehrte Rožman zum NK Celje zurück, wo er zunächst in der Jugendarbeit als Trainer und später als Leiter der Nachwuchsakademie tätig war. Am Ende der Saison 2013/14 rückte er beim im Abstiegskampf befindlichen Verein zum Cheftrainer auf und war damit jüngster Trainer in der Geschichte der slowenischen Meisterschaft. Nach dem erfolgreichen Klassenerhalt führte er die Mannschaft in der folgenden Spielzeit zur Vizemeisterschaft hinter Rekordmeister und Titelverteidiger NK Maribor. Im September 2015 wurde er entlassen.
Im September 2016 heuerte Rožman beim Ligakonkurrenten NK Domžale an. 2017 gewann er mit der Mannschaft den slowenischen Pokal, als im Endspiel NK Olimpija Ljubljana durch ein Tor von Gaber Dobrovoljc mit 1:0 besiegt wurde. Anfang September 2019 wurde er entlassen, knapp vier Wochen später verpflichtete ihn der kroatische Klub HNK Rijeka als Nachfolger von Igor Bišćan als Cheftrainer.
Seit der Saison 2023/24 ist er Cheftrainer beim bosnischen Rekordpokalsieger FK Sarajevo.